# Jurado (flygplats i Colombia)
Jurado är en flygplats i Colombia.   Den ligger i departementet Antioquía, i den nordvästra delen av landet, 300 km nordväst om huvudstaden Bogotá. Jurado ligger 631 meter över havet.
Terrängen runt Jurado är huvudsakligen kuperad, men österut är den bergig. Runt Jurado är det mycket glesbefolkat, med 6 invånare per kvadratkilometer. Det finns inga samhällen i närheten. I omgivningarna runt Jurado växer i huvudsak städsegrön lövskog.